# Didier Donfut
Didier Donfut est un homme politique belge né à Mons le 25 octobre 1956. Il est membre du Parti socialiste.

## Carrière
Ingénieur commercial de formation, Didier Donfut entame sa carrière politique en tant que conseiller CPAS (1982-1988) puis conseiller communal (1988-1990) de Frameries, dans le Borinage. Entre 1990 et 1992, il est échevin et est nommé bourgmestre de Frameries le 15 mai 1992.
Au niveau national, il est député entre juillet 1989 et novembre 1991.
Il est élu député régional wallon en 1995.
Il est nommé en juillet 2004 Secrétaire d'État aux Affaires européennes dans le gouvernement Verhofstadt II. À la suite du départ de Rudy Demotte en juillet 2007 à la tête du gouvernement wallon, il devient ministre fédéral des Affaires sociales et de la Santé publique, chargé des Affaires européennes, et le reste jusqu'à la fin des affaires courantes en décembre 2007.
En janvier 2008, Didier Donfut devient membre du gouvernement wallon en tant que ministre de la Santé, de l'Action sociale et de l'Égalité des chances.
Il a également été vice-président du comité exécutif de la SPE.

## L'affaire Donfut
En mai 2009, alors qu'il occupe le poste de ministre wallon de l'Action sociale et qu'il est candidat sur la liste du Parti socialiste pour les élections régionales de juin 2009, Didier Donfut démissionne de son poste et se retire de la liste socialiste. Il est en effet suspecté d'avoir perçu, par le biais d'une société dont il est l'unique propriétaire, des rémunérations annuelles d'un montant de 160 000 € [réf. nécessaire] de la part d'un organisme énergétique public, l'intercommunale IGH (Intercommunale de gaz du Hainaut). Il pourrait ainsi s'agir d'un conflit d'intérêts par rapport à ses fonctions ministérielles,,. Quelques mois plus tard, le 27 octobre 2009, il est cependant élu président de ce même organisme, grâce au soutien des membres socialistes du conseil d'administration, majoritaires.
En avril 2010, voulant relancer sa carrière sur le plan régional, il remet en jeu son mandat de président de la fédération socialiste de la région Mons-Borinage et essuie un revers cinglant, n'emportant que 35 % des suffrages contre son adversaire, Éric Thiébaut.
Le 18 avril 2018, après 9 ans de procédure, le parquet du Hainaut décide de renvoyer le dossier vers la chambre du conseil de Mons. Celui-ci décidera d'un non-lieu, faute d'élément justifiant une poursuite devant un tribunal, entérinant par là la thèse de la défense, Maître Pierre Chômé, "que ce contrat n'avait rien d'illégal et correspondait financièrement à d'autres contrats d'experts".